# PlayStation (herní konzole)
PlayStation (též nazýváno jako PS, PS1) je herní konzole páté generace od společnosti Sony Computer Entertainment. Konzole byla vydána na trh nejprve v Japonsku 3. prosince 1994 a poté i ve zbytku světa v průběhu roku 1995. Tato konzole byla jako první z dnes velmi úspěšné rodiny PlayStation, která se dnes skládá z jak standardních konzolí, tak i přenosných variant. Jako součást 5. generace herních konzolí, PlayStation soupeřil s Nintendem 64 a SEGA Saturn. V roce 2000 na trh přišla zmenšená varianta původního modelu nazývána jako PSone. Nahradil tak původní šedý model a jeho jméno bylo upraveno, aby se předešlo nechtěným záměnám s následníkem v již 6. generaci herních konzolí, PlayStation 2.
PlayStation bylo první "zábavné zařízení", kterému se podařilo překonat pomyslnou metu 100 milionů prodaných kusů a to za 9 let a 6 měsíců od jeho uvedení. Reakce na konzoli po vydání byly velmi přívětivé díky kvalitě 3D zobrazení. CEO společnosti Microsoft, Bill Gates, dával přednost této konzoli před konkurencí a jeho slova byla: "Naši herní vývojáři mají toto zařízení od Sony v oblibě."
Konzole PlayStation byla nahrazena PlayStation 2 konzolí, která byla zpětně kompatibilní s videohrami vydanými na tuto konzoli. Poslední kusy PSone byly prodány v zimě roku 2004 než došlo k oficiálnímu ukončení prodeje. Hry pro PlayStation byly prodávány do doby, než Sony ukončila jejich produkci 31. března 2006 – více než 10 let po uvedení a méně než rok před uvedením PlayStation 3 na trh.

## Historie

### Vývoj
První koncepty PlayStationu se datují do roku 1986, když právě probíhaly společné zájmy mezi společnostmi Sony a Nintendo. Nintendo chtělo se Sony spolupracovat na CD-ROM přídavku pro konzoli Famicom. Tento produkt byl pak jmenován jako CD-ROM/XA. Ten umožňoval současný přístup ke kompresovaným audio / video souborům uložených na disku. Přídavek měl ale problémy. Diskovým systém Famicomu (tak se nazýval optický disk pro tento přídavek) byl velice náchylný na zničení dat, které obsahoval a neobsahoval žádnou protikopírovací ochranu, což vystavovalo hrozbu velkého počtu softwarového pirátství her. Když bylo CD-ROM/XA veřejně představeno, Nintendo bylo zaskočeno velmi přívětivými ohlasy a mělo tak do budoucna velký zájem o tuto technologii. Nintendo tak podepsalo se Sony další smlouvu opět na CD-ROM přídavek, ale tentokrát pro jejich vlajkovou loď – konzoli SNES. Volba společnosti Sony byla opět společného zájmu. Ken Kutaragi, jeden i inženýrů pracujících v Sony, byla osoba, která pro konzole Nintenda navrhl v té době revoluční procesor SPC-700 pro použití jako osmi-kanálový ADPCM (= postupy pro ukládání zvukových dat v digitálním formátu). Procesor se ukázal být jako velmi moderní a spolehlivý a demonstroval tak sílu inženýrů ze Sony.

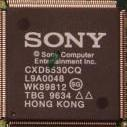
Procesor R3000A s architekturou MIPS obsažený v konzoli.

Ken Kutaragi byl brzy pokárán Sony za to, že pracoval na straně Nintenda, aniž by Nintendo Sony řeklo, na čem jejich jeden z hlavních inženýrů pracuje. Tehdejší CEO Sony, Norio Ohga, si ale uvědomil potenciál v jejich čipu SPC-700 a nechal tak Kutaragu pokračovat v jeho práci v Nintendu. Norio Ohga pak Kutaragu přetáhl zpět do vývojového střediska Sony a od této chvíle se začala rýsovat vlastní konzole Sony. Sony také plánovala vytvořit konzoli, která by byla kompatibilní se SNES, avšak by byla v plné režii Sony. Výhoda měla spočívat v již zabudovaném CD-ROM systému. Tento výrobek, označován jako Play Station, měl premiéru v květnu 1991 na světovém veletrhu elektroniky CES. Reakce byla ale úplně jiná, než si Sony představovala. CEO Nintenda, Hiroshi Yamauchi, okamžitě stornoval veškeré projekty se Sony a řekl, že od nynějška je Nintendo ve spolupráci se společností Philips. Tato kauza došla až před soud v USA, kde soud v říjnu 1991 rozhodl ve prospěch Sony.
Na začátku roku 1993 začala Sony pracovat na konzoli, která měla cílil na budoucí 5. generaci herních konzolí. Divize Sony v Severní Americe označována jako SCEA chtěla původně uvést konzoli pod jménem PSX kvůli sporadickému jménu Play Station, kvůli kterému měla Sony v minulosti problémy. Než byla ale konzole uvedena, nakonec se vedení společnosti rozhodlo konzoli uvést pod jménem PlayStation i kvůli tomu, že toto jméno bylo již známé. Když byla konzole veřejně představena, herní svět byl udiven zobrazovacími kvalitami tohoto zařízení. Pak šlo vše samo, na začátku roku 1994, tehdy jeden z nejčtenějších herních časopisů, GamePro, v jednom článku napsal: "Mnoho herních vývojářských studií cítí, že se v budoucnu budeme setkávat s konzolemi od Nintenda, SEGY... a Sony."

### Zahájení prodeje
PlayStation se začal prodávat nejdříve v Japonsku 3. prosince 1994, poté v Severní Americe (9. září 1995), v Evropě (29. září 1995) a nakonec v Austrálii 15. listopadu 1995. Zahajovací cena v USA byla stanovena na 299 dolarů a Sony si mohla pochvalovat velice úspěšné prodeje s herními tituly napříč všemi žánry.

## Funkce
Kromě hraní her, PlayStation umožňoval přehrávat hudební CD (model SCPH-5903 také Video CD formát). Přehrávač umožňoval přehrávat seznam písní popořadě nebo náhodně a také opakovat jednu určitou skladbu nebo celé CD. Pozdější modely měly vylepšený přehrávač s názvem SoundScope. PlayStation měl také správce paměťových karet, kde si uživatel mohl spravovat své uložené postupy z her.
Grafické uživatelské rozhraní bylo různé podle modelu konzole. První modely měly tmavě modré pozadí s graffiti jako tlačítky a pozdější verze pro PAL region šedé pozadí s dvěma ikonami veprostřed.

## Herní knihovna
K 30. červnu 2007 bylo pro PlayStation vydáno celkem 7 918 her napříč celým světem. Celkové prodeje se vyšplhaly na 962 milionů kusů. Poslední hra, která pro konzoli vyšla, byla FIFA Football 2005, a to v USA.

## Počáteční problémy

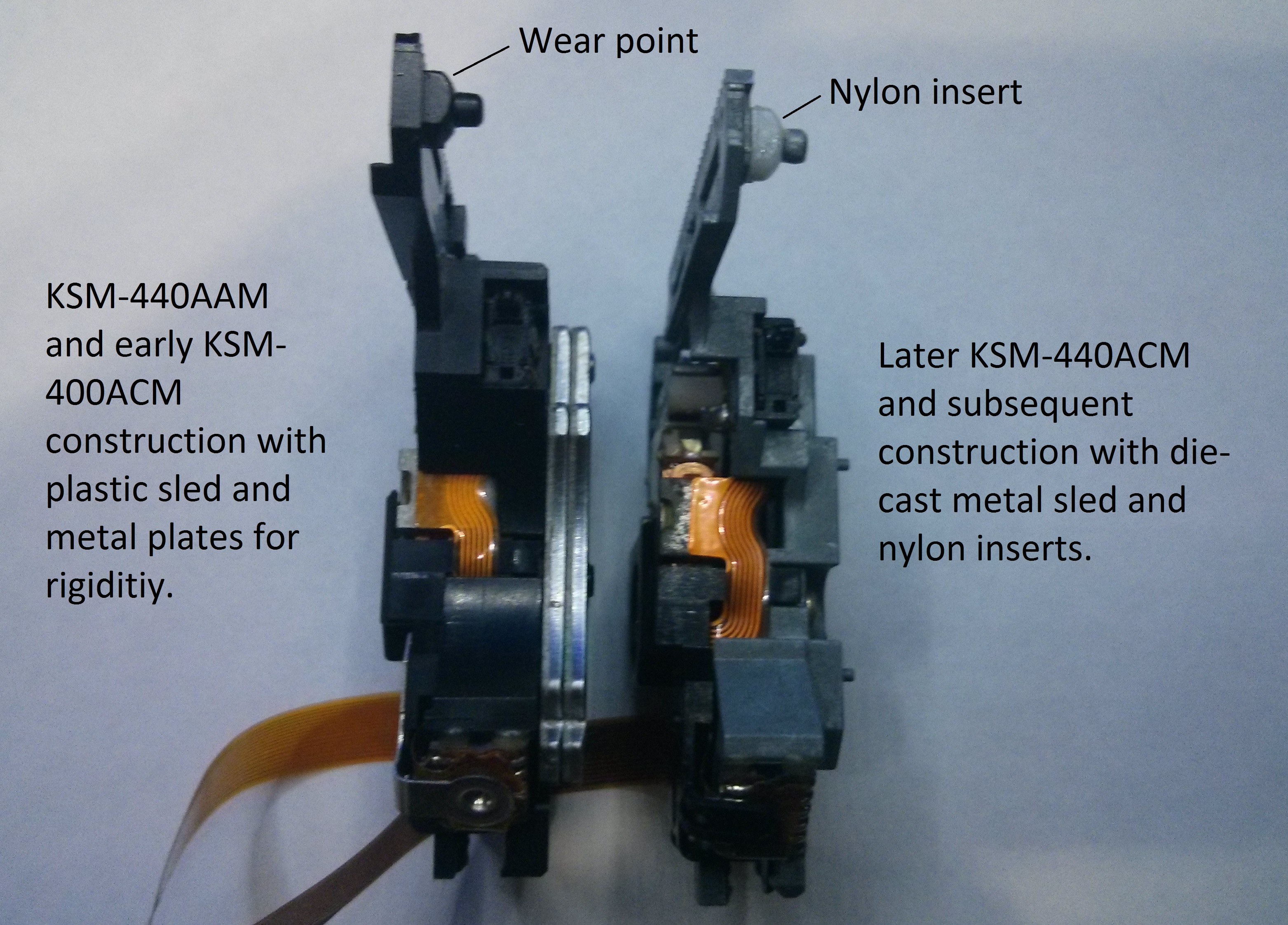
Porovnání mezi původním a vylepšeným laserových mechanismem, který vyřešil počáteční problémy

Zákazníci, kteří si koupili první kusy vydané trh (modely SCPH-100x), měli s konzolí problémy. Převážně se jednalo o vynechávání předpřipravených filmů v některých hrách nebo "tikající" zvuky, které vycházely z útrob konzole. Ukázalo se, že problém je technického rázu, a to kvůli špatně umístěným větracím otvorům, a tak se konzole v některých místech přehřívala. Plastový držák uvnitř konzole se tak nepatrně zkroutil a díky tomu docházelo k tikajícím zvukům, kdy se držák opíral o pohybující se součástku laserového zařízení v CD mechanice. Řešením bylo konzoli umístit na druh materiálu, který účinně odváděl teplo, a také musela být dobře provětrávána místnost. Pozdější modely měly již plechový pasiv, který již vyprodukované teplo účinně odváděl, a také upravený laserový mechanismus.

## Ochrana proti kopírování
PlayStation měl ochranu proti kopírování zabudovanou v hardwaru CD jednotky. Originální hry měly také upravené CD disky, které měly speciálně vylisovaný povrch. Konzole tak snadno poznala nelegální hru na standardním CD disku a tu jednoduše nespustila. Avšak přimontováním tzv. modchipu na základní desku PlayStationu, ochrana proti kopírování přestala fungovat a uživatel mohl tak na své konzoli hrát nelegální hry nahrané na obyčejném CD-R disku. Díky tomu se také rozšířily hry, které byly nějakým způsobem upraveny, a o PlayStation se začali zajímat programátoři a překupníci nelegálních kopií.

## Varianty

### Originální modely
PlayStation za dobu svého působení na trh vyšel mnoha variantách. Nové revize přinesly nové verze BIOSu, vylepšený laserový mechanismus CD mechaniky, ale také odstranění některých I/O portů či přestavbu útrob konzole pro menší výrobní náklady.

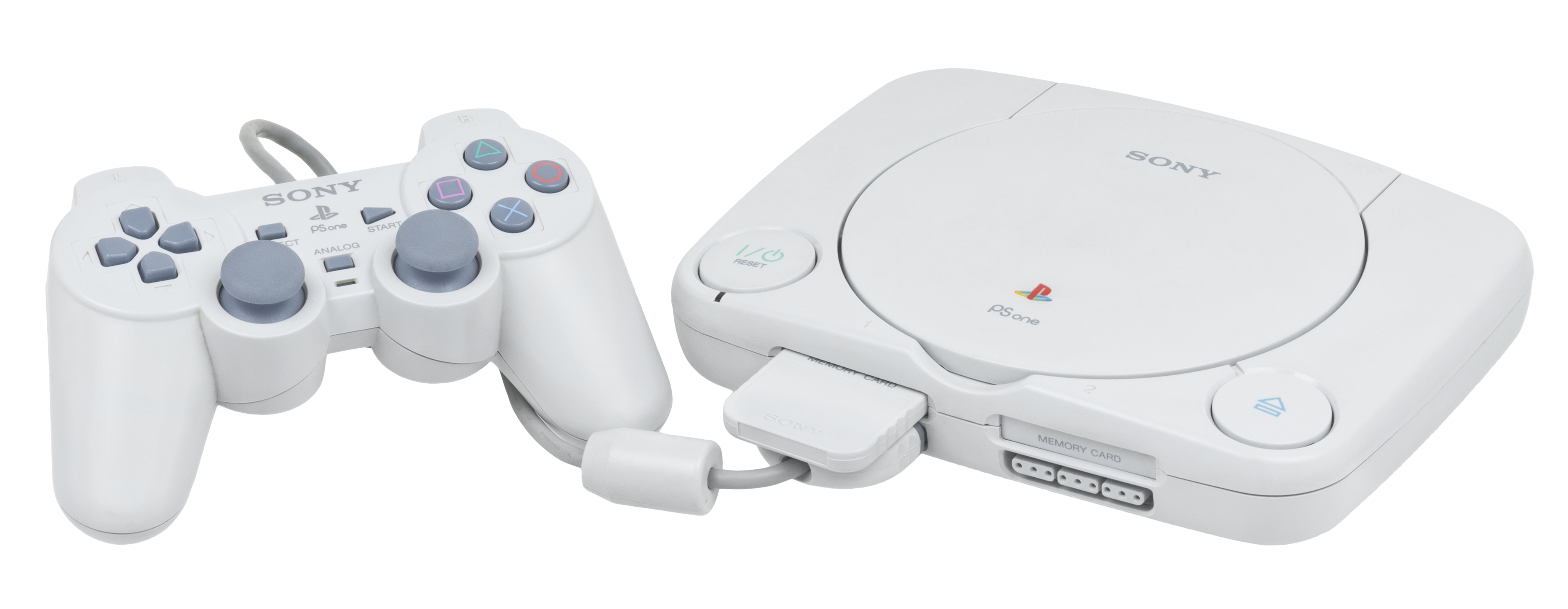
Model PSone s ovladačem DualShock

### PSone
Sony vydala 7. července 2000 úplně přepracovanou variantu PlayStationu a to ve všech směrech. PSone, jak se konzole nazývala, byla mnohem menší než předchozí původní modely a navíc její šasi byly místo šedé barvy bílé. Varianty PSone se prodalo přes 28 milionů, než byla v březnu 2006 stažena z prodeje. Pro PSone vyšel i vlastní malý displej , který jste mohli připojit k PSone a hrát bez nutnosti používaní televize či monitoru.

### Vývojářský kit
V roce 1997 uvedla Sony na trh speciální variantu konzole v černé barvě. Byla určena pro obyčejné lidi, kteří uměli programovat a chtěli si vytvořit vlastní hru pro PlayStation. Konzole se dodávala se speciálním příslušenstvím a stála okolo 750 dolarů.

## Technické údaje

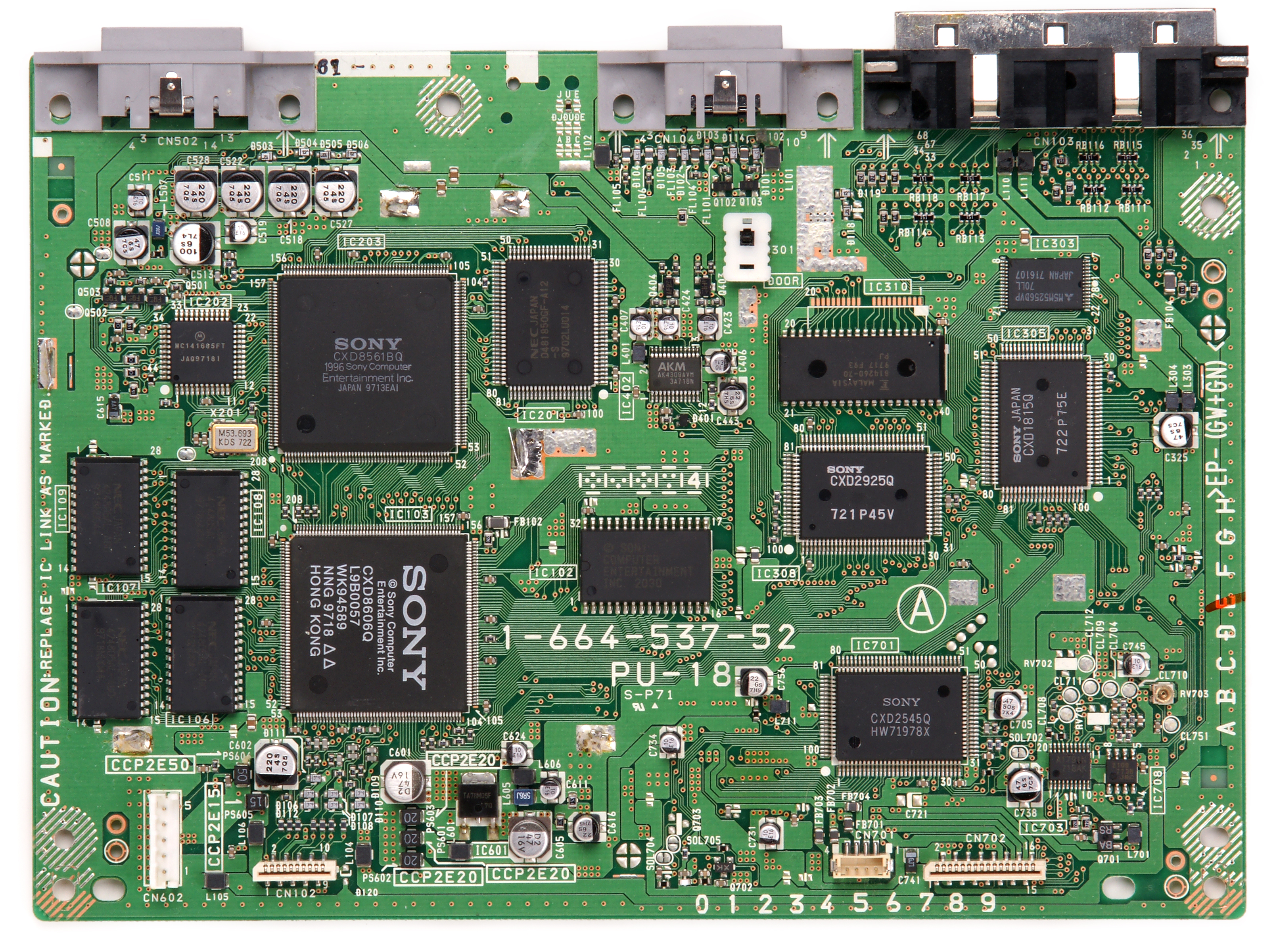
Základní deska obsažena v modelu SCPH-5001

### Software
- Playstation 4 a 5 používá systém Orbis OS (založen na FreeBSD)

### Hardware
- Procesor: 32bit architektury RISC, frekvence 33,87 MHz
- Operační paměť: 2 MB
- Grafická jednotka: možnost zobrazení v 2.5D perspektivě, podpora 3D texturování a stínování, 1 MB paměti
- Barvy: 16,7 milionu
- Sprite: 4 000
- Polygony: 180 000 za sekundu (texturování), 360 000 za sekundu (stínování)
- Rozlišení: od 256×224 do 640×480 pixelů.
- Zvuk: 16bit, 24 kanálů PCM, 512 kB paměti

### Ostatní
- CD-ROM mechanika: 2x rychlost, 128 kB vyrovnávací paměť
- BIOS: uložen na 512 kB ROM
- Paměťová karta: 128 kB vyhrazené místo v EEPROM

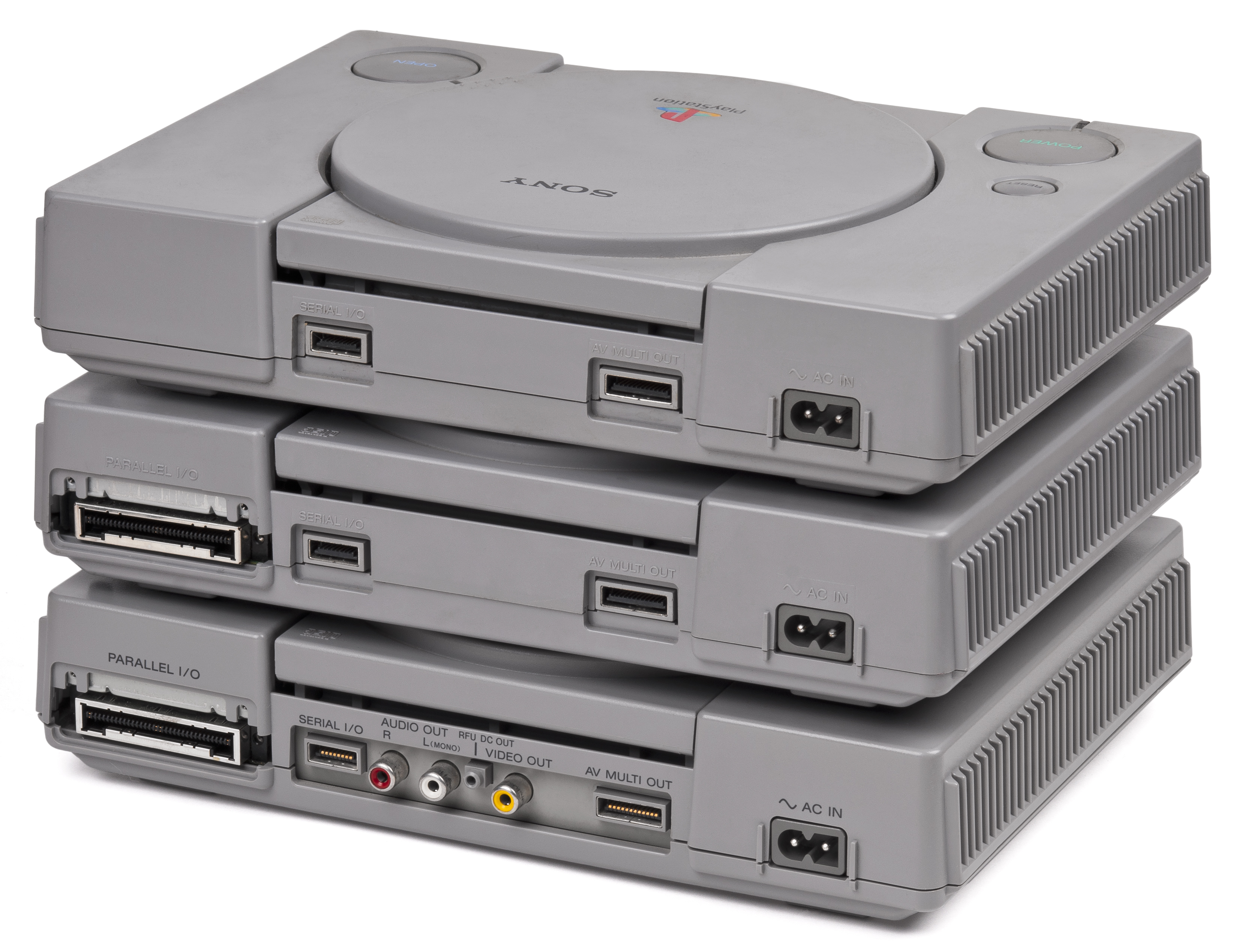
Porovnání I/O portů. Zespoda nahoru: SCPH-1001, 5001, 9001.

### Konektivita
- AV Multi výstup (proprietární Sony)
- Cinch a Stereo vstup (pouze modely SCPH-100x a 3xxx)
- RFU (SCPH-112x) nebo DC výstup (pouze SCPH-100x až 3xxx)
- S-Video výstup (pouze SCPH-1000)
- Sériový port (pouze SCPH-100x až 9xxx)
- Paralelní port (pouze SCPH-100x až 750x)
- AC konektor